# AIPAC
L'AIPAC ou American Israel Public Affairs Committee est un lobby créé en 1963 aux États-Unis visant à soutenir Israël.
L'AIPAC soutient fortement la droite israélienne, et est réputé proche du Likoud. L'AIPAC s'appuie sur un réseau de plus de soixante-dix organisations sionistes qui lui sont affiliées, dont les représentants siègent à son comité directeur. Chaque année, l'AIPAC organise une conférence à Washington avec la présence de hauts responsables politiques des deux pays tels que Hillary Clinton, Bill Clinton, Barack Obama, Joe Biden, Donald Trump, George W. Bush, Benyamin Netanyahou, Paul Ryan, Ariel Sharon ou Ehud Olmert.
Il est considéré comme un des lobbys les plus puissants des États-Unis,,, ayant plus de 5 million de membres.

## Présentation

### Objectifs principaux
- Faire du lobbying pour défendre les intérêts israéliens
- S'assurer du veto des États-Unis contre toute résolution de l'ONU condamnant les actions israéliennes
- Assurer une aide financière généreuse envers Israël
- Assurer une aide militaire généreuse envers Israël
- Préparer la future génération de leaders pro-israéliens
- Surveiller les votes et les propos des politiciens américains concernant tout ce qui est lié de près ou de loin à Israël
- Coordonner et orienter les donations des donateurs juifs américains aux politiciens candidats aux élections

## Histoire

### Origines et fondation
En 1951, soit 3 ans après la naissance de l'État d'Israël, Isaiah Kenen (en) un employé du ministère des Affaires étrangères israélien lance le American Zionist Committee for Public Affairs. L'organisation devient une aile du American Zionist Council (en).
En 1963, le département américain de la Justice de l'administration Kennedy ordonne à l'American Zionist Committee de s'enregistrer comme un agent étranger.
La même année, le lobby décide alors de changer de nom pour devenir le American Israel Public Affairs Committee (AIPAC) et est reformé sous un nouveau nom par Isaiah Kenen, Isadore Breslau et Joseph Ottenstein.
Pour David Siegler, professeur de sciences politiques à UCLA : « La tension entre l'administration Eisenhower et les sympathisants d'Israël était si forte, qu'il y avait des rumeurs (qui s'avèrent non fondées) au sujet de l'imminence d'une enquête des autorités américaines sur le Conseil sioniste d'Amérique. Ainsi a été constitué un lobby indépendant, qui des années plus tard a été renommé AIPAC ».
En 1975, Morris Amitay (en) remplace Isaiah Kenen en tant que directeur exécutif de l'AIPAC.
Sous sa direction puis sous celle de Tom Dine (en), l'AIPAC se renforce considérablement.

### Affrontement avec George H. W. Bush
En 1989, le secrétaire d’État James Baker déclare devant le lobby AIPAC en 1989 qu'Israël devrait abandonner ses « politiques expansionnistes. »
Le Premier ministre israélien Yitzhak Shamir insiste pour obtenir de l'argent, et entre en conflit politique avec George H. W. Bush. Pour le Washington Post, le président Bush perd l'élection présidentielle de 1992, pour un second mandat, à cause de son opposition à Israël.
Pour Jacob Heilbrunn, éditorialiste au New York Times : « Il n'a pas été capable de tenir à cause de son refus d'accorder les prêts à Israël. C'était un seul bonhomme face à un énorme lobby. Il n'a pas tenu le coup. George Bush s'est fait crucifier ».

### Affaire d'espionnage Rosen - Weissman
En août 2005, Steve J. Rosen (en) qui avait servi pendant 23 ans comme cadre dirigeant de l'AIPAC et Keith Weissman, un autre cadre dirigeant, sont inculpés pour des violations de la loi américaine sur l'espionnage. Ils auraient reçu d'un membre de l'Office of Special Plans au Pentagone, Lawrence Franklin (en), des documents classés secret-défense de la politique américaine vis-à-vis de l'Iran et les auraient transmis à Israël.
En janvier 2006, Lawrence Franklin est condamné à 12 ans et 7 mois d'emprisonnement.
En 2009, les accusations contre Rosen et Weissman sont finalement abandonnées. Selon le New York Times, « l'affaire avait soulevé des questions politiques délicates sur le rôle joué par les partisans juifs américains d'Israël et leur étroite relation, derrière les coulisses, avec de hauts responsables du gouvernement ».

### Livre de Stephen Walt
En 2006, la publication par deux professeurs d'université américains Stephen Walt (Harvard) et John Mearsheimer (université de Chicago) d'un article, puis d'un livre sur le lobby pro-israélien aux États-Unis — Le Lobby pro-israélien et la politique étrangère américaine — déclenche un véritable scandale. Les deux universitaires y jugent disproportionnée l'influence de l'AIPAC sur la politique étrangère des États-Unis et reprochent le soutien inconditionnel de l'AIPAC au Likoud, le parti conservateur israélien, ainsi que son manque de soutien aux efforts de paix avec les Palestiniens. Le livre a aussi montré les divisions qui existent au sein de la communauté juive américaine. En 2008, un lobby juif progressiste, J Street, est ainsi né pour défendre les objectifs des Américains pro-israéliens pacifistes auprès du Congrès américain.

### Affrontement avec l'administration Obama sur l'Iran
Fin 2013, l'AIPAC fait part de sa méfiance à l'égard du rapprochement entamé entre le président Barack Obama et le nouveau président iranien Hassan Rohani.
En 2015, le lobby affronte l'administration Obama sur la question de l'accord avec l'Iran sur son programme nucléaire.
En intervenant quelques jours avant les élections israéliennes devant le Congrès américain pour s'opposer au Président des États-Unis sur l'Iran, le Premier ministre israélien Benyamin Netanyahou déclenche un scandale,. 58 élus démocrates dont le Vice-Président Joe Biden n'assistent pas au discours de Netanyahu.
L'accord sur l'Iran doit faire l'objet d'un vote que le Sénat peut bloquer aux 2/3.
L'AIPAC lance une campagne de lobbying intense et dépense entre 20 millions et 30 millions de dollars en publicités négatives contre l'accord dans les médias.
Les opposants républicains échouent finalement à obtenir les 60 voix nécessaires pour barrer la route au Président Obama.
Pour l'AIPAC, c'est une vraie défaite politique historique et sa campagne ternit sa réputation,,,.

### Élections américaines de 2016
En 2016, Hillary Clinton et Donald Trump se rendent à la conférence annuelle organisée par l’AIPAC.
Donald Trump assure dans son discours que s'il est élu président, Washington reconnaîtra Jérusalem comme la capitale d'Israël et promet de démanteler l'accord sur le programme nucléaire iranien.
Hillary Clinton assure que la sécurité d'Israël n'est pas négociable. Elle assure que les États-Unis doivent être capables d'imposer de vraies conséquences à la moindre violation de l'accord sur la politique nucléaire de l'Iran, y compris en employant la force.
Les candidats républicains Ted Cruz et John Kasich se rendent également devant l'AIPAC.
John Kasich affirme que Jérusalem est la capitale éternelle d’Israël et critique Donald Trump pour avoir parlé de neutralité.
Ted Cruz critique Donald Trump pour avoir parlé de neutralité, promet d'annuler l'accord avec le nucléaire iranien le premier jour de sa présidence, et promet de s'opposer au mouvement de boycott d’Israël.
L'AIPAC prend ensuite ses distances avec Premier ministre israélien Benyamin Netanyahou, en particulier en raison de son gouvernement de coalition avec l'aide de partis d'extrême droite. Cette position réhausse la réputation de l'AIPAC.
Fin 2021, l'AIPAC déclare compter 1,5 million de membres.

### Élections de 2022
En décembre 2021, l'AIPAC met en place United Democracy Project, un comité d'action politique (PAC) qui lui permet, pour la première fois, de soutenir financièrement des candidats lors de différentes élections. United Democracy Project récolte 22 millions de dollars (montant en juin 2022), de donateurs républicains (en particulier Bernard Marcus et Paul Singer) et démocrates (comme Haim Saban). L'organisation finance des personnes qui candidatent dans les primaires républicaines et démocrates et devraient « soutenir Israël » du mieux possible. Les personnes soutenues par United Democracy Project dans les primaires démocrates sont souvent victorieuses, parfois au détriment de candidats à gauche du parti, généralement soutenus par Bernie Sanders. Ce dernier critique le fait que United Democracy Project soit en partie financée par des républicains pour soutenir des candidats démocrates et que l'organisation finance des candidats très à droite du parti républicain, en particulier des candidats qui avaient refusé de certifier la victoire de Joe Biden lors de la précédente élection présidentielle. Toutefois l'AIPAC dépense plusieurs milions de dollars contre la candidature de Summer Lee, une démocrate à gauche du parti mais celle-ci est investie par le parti démocrate, puis élue à la Chambre des représentants,,. L'AIPAC met aussi en place AIPAC PAC, un PAC d'un autre type qui ne peut donner qu'un montant limité (5 000 $) par candidat.

## Autres organisations juives
- Congrès juif mondial
- B'nai B'rith, la plus vieille organisation juive
- CRIF en France
- Jewish Voice for Peace, aux États-Unis[35]
- Union juive française pour la paix, une organisation opposée au CRIF
- Anti-Defamation League dans le monde
- Congrès juif européen
- WIZO dans le monde
- AIU, la plus vieille organisation juive en France
- CICAD en Suisse
- Sionisme chrétien
- J Street - En 2008, un lobby juif progressiste, J Street, est ainsi né pour défendre les objectifs des Américains pro-israéliens pacifistes auprès du Congrès américain[13]
- Le Mouvement sioniste africain (MSA), en Afrique sub-saharienne et communautés noires africaines en diaspora